# Бутано-эмиратские отношения
Бутано-эмиратские отношения — двусторонние дипломатические отношения между Объединёнными Арабскими Эмиратами и Королевством Бутан.

## История
Дипломатические отношения между странами были установлены 13 сентября 2012 года. Послы двух стран выразили заинтересованность своих правительств в тесном сотрудничестве в двусторонней и многосторонней областях. В частности, они выразили стремление к дальнейшему углублению нынешнего уровня сотрудничества между двумя странами в Организации Объединенных Наций и на других многосторонних форумах. Послы двух стран также обсудили возможность обмена визитами на всех уровнях, а также изучение торговых отношений между двумя странами. Посол ОАЭ также пригласил Бутан принять участие в торговых ярмарках и выставках, которые регулярно проводятся в Дубае.
Правительства Бутана и ОАЭ поддерживают дружественные отношения посредством регулярных контактов между послами соответствующих стран, базирующихся в Нью-Дели и Кувейте. 25 апреля 2018 года делегация ОАЭ провела ряд встреч с официальными лицами Бутана в столице Тхимпху. Они обсудили двусторонние отношения между ОАЭ и Бутаном, а также участие страны в выставке «Expo 2020 Dubai». Дипломат ОАЭ подчеркнул, что ОАЭ с нетерпением ждёт участия Бутана в мероприятии. Обсуждались также вопросы, представляющие взаимный интерес, и пути расширения связей между двумя странами. Страны подписали соглашение о воздушном сообщении 29 ноября 2018 года в Дубае, вступившее в силу 12 февраля 2020 года. 
В ОАЭ также есть множество бутанцев, работающих в сфере гостеприимства и услуг.

## Совместные международные организации
Обе страны являются членами ряда международных организаций, в том числе:
| Название организации                                 | Дата присоединения ОАЭ | Дата присоединения Бутана |
| ---------------------------------------------------- | ---------------------- | ------------------------- |
| Международная ассоциация развития                    | 22 сентября 1972 года  | 28 сентября 1981 года     |
| ЮНЕСКО                                               | 20 апреля 1972 года    | 13 апреля 1982 года       |
| Многостороннее агентство по инвестиционным гарантиям | 20 октября 1993 года   | 21 октября 2014 года      |
| ООН                                                  | 9 декабря 1971 года    | 21 сентября 1971 года     |
| Всемирный почтовый союз                              | 30 марта 1973 года     | 7 марта 1969 года         |
| Международный банк реконструкции и развития          | 22 сентября 1972 года  | 28 сентября 1981 года     |
| Международный союз электросвязи                      | 27 июня 1972 года      | 15 сентября 1988 года     |
| Организация по запрещению химического оружия         | 28 декабря 2000 года   | 17 сентября 2005 года     |
| Международная финансовая корпорация                  | 30 сентября 1977 года  | 1 декабря 2003 года       |
| Интерпол                                             | 2 октября 1973 года    | 19 сентября 2005 года     |